# هرشل دوگرتی
هرشل دوگرتی (انگلیسی: Herschel Daugherty; ۲۷ نوامبر ۱۹۱۰ – ۵ مارس ۱۹۹۳) کارگردان فیلم و بازیگر اهل ایالات متحده آمریکا بود. وی بین سال‌های ۱۹۴۳ تا ۱۹۷۵ میلادی فعالیت می‌کرد.